# Драйковце
Драйковце (на албански: Drekoc; на сръбски: Драјковце) е село в Косово, разположено в община Щръбце, окръг Феризово. Намира се на 1020 метра надморска височина. Населението според преброяването през 2011 г. е 106 души, от тях: 67 (63,20 %) сърби и 39 (36,79 %) албанци.

## Население
Численост на населението според преброяванията през годините:
- 1948 – 218 души
- 1953 – 225 души
- 1961 – 208 души
- 1971 – 173 души
- 1981 – 182 души
- 1991 – 193 души
- 2011 – 106 души